# Diazoaminobenzol
Diazoaminobenzol ist ein mit zwei Phenylgruppen substituiertes Triazen. Es ist ein Isomeres von Anilingelb, bei dessen Synthese es bei der Wahl ungeeigneter Reaktionsbedingungen (pH-Wert und Temperatur bei der Azokupplung) anstelle dessen entsteht.

## Geschichte
Im Jahre 1860 beschrieb Peter Griess eine Substanz, die er durch Einwirken von Salpetriger Säure auf eine alkoholische Anilinlösung erhielt. 1863 publizierte er eine Methode diesen Stoff durch Einleiten nitroser Gase in eine ethanolische Lösung von „salpetersaurem Anilin“ (Salz der Salpetersäure und Anilin) bis zur Abscheidung nadelförmiger „Krystalle“ zu erhalten. Genauere Versuchsbeschreibungen finden sich in der Publikation Über eine neue Classe organischer Verbindungen, in denen Wasserstoff durch Stickstoff vertreten ist. Hier berichtet er, dass die Verbindung in Form weißer Kristalle, die gut in Wasser, aber nicht in Ether oder Alkohol löslich sind, entsteht. Er berichtet dabei aber auch, dass durch Wärme oder Erschütterung die Verbindung heftig explodiert. Dies ist der erste Hinweis auf die Synthese von 1,3-Diphenyltriazen.

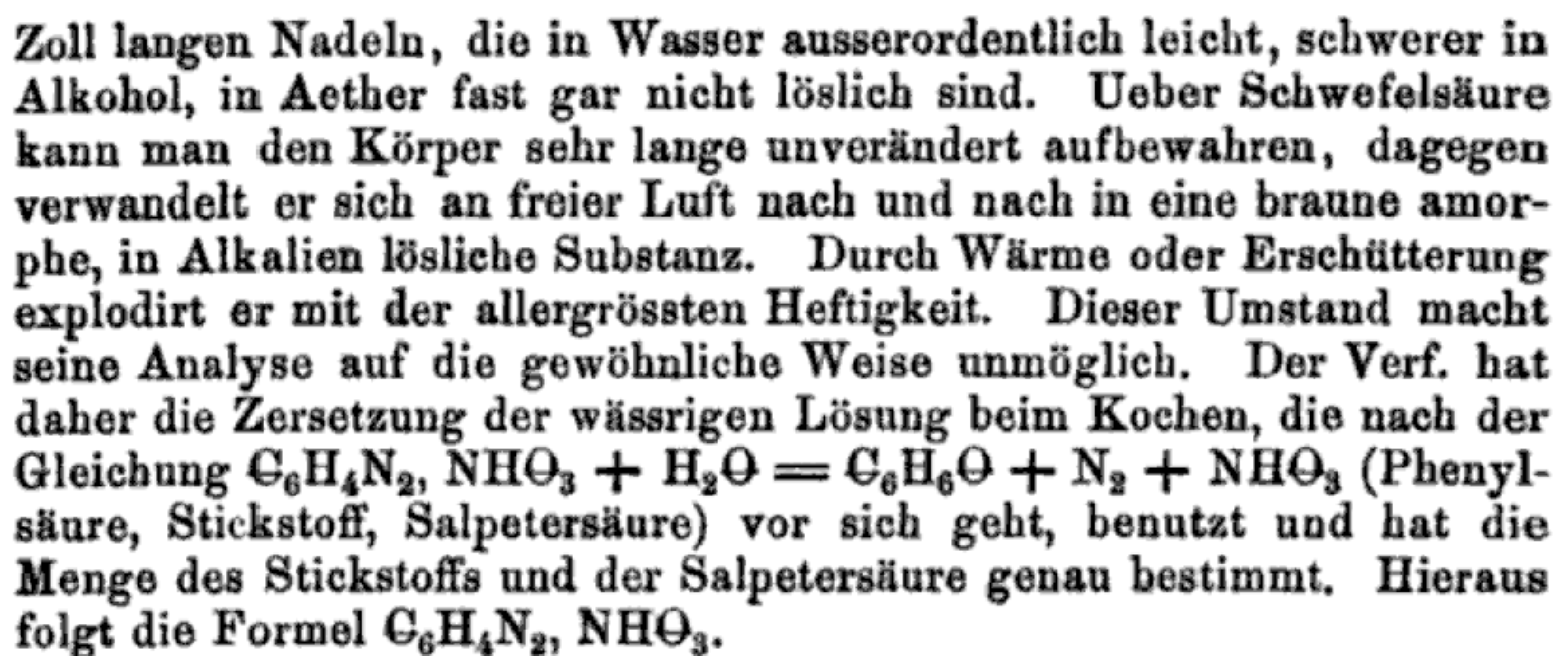
Originalmitteilung : Centralblatt Nr. 7. 11. Jahrg. (1866). S. 1.

## Gewinnung und Darstellung
Diazoaminobenzol wird durch Diazotierung von Anilin und Kupplung auf undiazotiertes Anilin bei pH-Werten > 9 hergestellt.

## Eigenschaften
Diazoaminobenzol ist ein gelb-braunes, feinkristallines Pulver. Es ist empfindlich gegen Licht, Schlag, Reibung und Stoß (Explosionsgefahr). Beim Erhitzen über den Siedepunkt und bei Belichtung spaltet es Stickstoff ab. Konkret hier ist mit einer unkontrollierten, explosionsartigen Zersetzung zu rechnen. Die mittels DSC bestimmte Zersetzungswärme beträgt −266 kJ·mol−1 bzw. −1348 kJ·kg−1. Bei der Einwirkung von Säuren lagert es sich in 4-Aminoazobenzol (Anilingelb) um.

### Chemische Eigenschaften
Triazene können tautomerisieren, im Falle des Diazoaminobenzol sind die beiden tautomeren Formen identisch. Die –N=N–Doppelbindung zeigt die übliche (EZ)-Isomerie. Das stabilere Isomere ist (E)-Diazoaminobenzol, über das weniger stabilere (Z)-Diazoaminobenzol wurden keine Daten in der Literatur gefunden.

## Verwendung
Diazoaminobenzol findet/fand Verwendung als Insektizid und als Kunststoff-Additiv. In der metallorganischen Chemie wird es als Ligand (=Komplexbildner) verwendet. Als Verunreinigung kommt es in Farbstoffen, Kosmetika und Pharmazeutika vor.

## Sicherheitshinweise
Diazoaminobenzol steht unter dem Verdacht, carcinogen zu sein. Es wird im Organismus zu den als carcinogen eingestuften Stoffen Benzol und Anilin metabolisiert. Weiterhin zeigt es auch mutagene Eigenschaften.

## Nachweis
Der Nachweis kann mittels Dünnschichtchromatographie oder per HPLC erfolgen.